# Європейська валютна змія
Європейська валютна змія — система узгоджених валютних курсів між європейськими державами. Введена в дію в 1972 році з метою обмеження амплітуди коливання валют, що входили в Співтовариство країн, по відношенню один до одного. У 1979 році роль «змії» замінила нова колективна грошова одиниця ЕКЮ.